# Sigmar Wittig

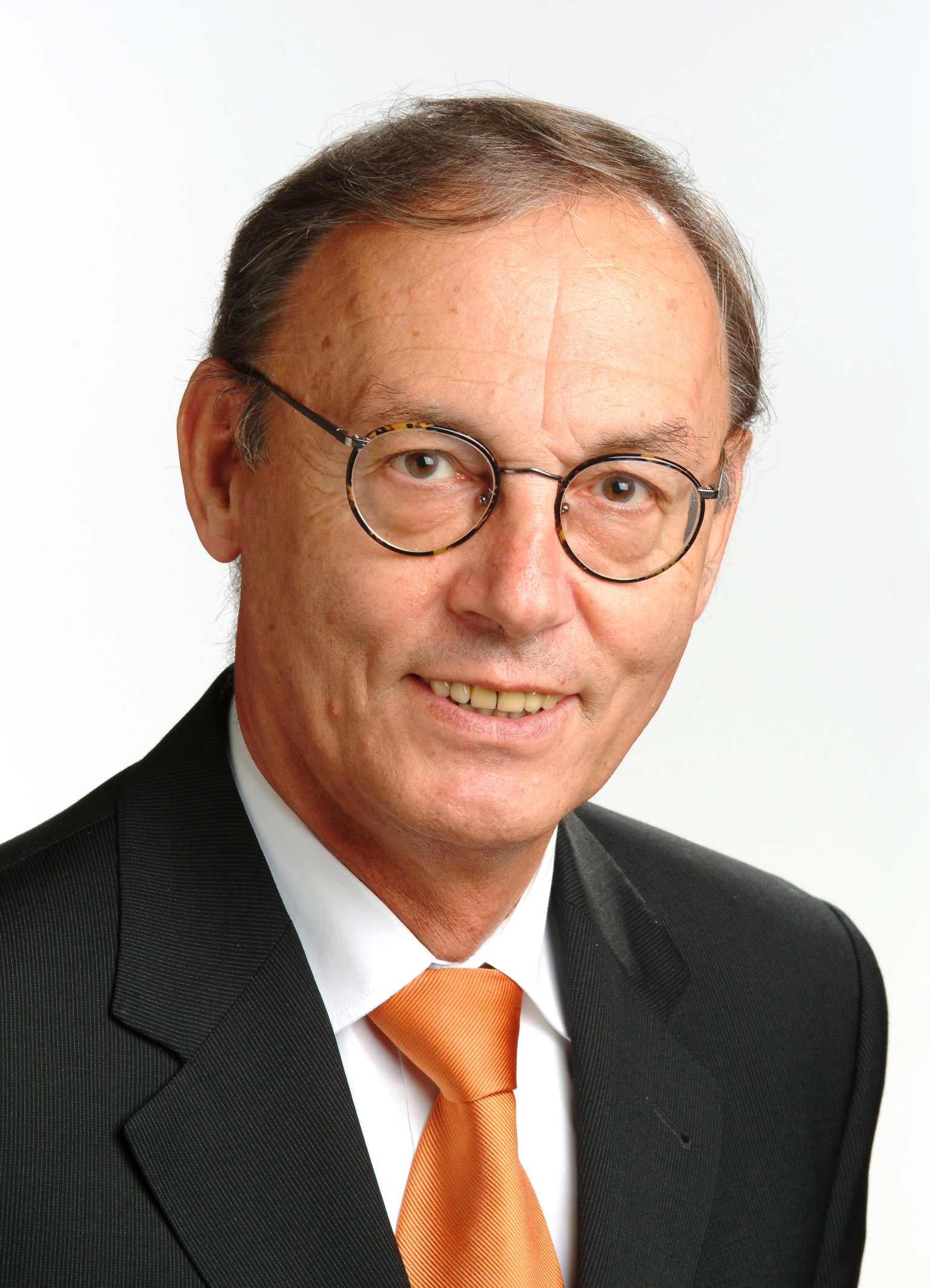
Sigmar Wittig

Sigmar Wittig (* 25. Februar 1940 in Nimptsch, Niederschlesien) ist ein deutscher Forscher und Hochschullehrer, ehemaliger Rektor der Universität Karlsruhe (TH) und von 2002 bis 2007 Vorstandsvorsitzender des Deutschen Zentrums für Luft- und Raumfahrt (DLR).

## Leben
Sigmar Wittig studierte Maschinenbau an der RWTH Aachen und promovierte 1967.
Darauf folgte ein neunjähriger Aufenthalt in den USA, u. a. als Associate Professor an der Purdue University, West Lafayette.
1976 erhielt Sigmar Wittig einen Ruf an die Universität Karlsruhe (heute Karlsruher Institut für Technologie) und übernahm die Leitung des Instituts für Thermische Strömungsmaschinen.
Sigmar Wittig wurde in die Deutsche Akademie der Naturforscher Leopoldina (seit 1998), die Heidelberger Akademie der Wissenschaften und die Nordrhein-Westfälische Akademie der Wissenschaften und der Künste berufen.
Er ist Ehrendoktor der Technischen Universitäten Darmstadt, Budapest (Ungarn), Ufa (Russland), der Purdue University (West Lafayette, USA) und der Aristoteles-Universität Thessaloníki (Griechenland).
Von 1994 bis 2002 war er Rektor der Universität Karlsruhe sowie von 1996 bis 1998 Vorsitzender der Landesrektorenkonferenz Baden-Württemberg. Von März 2002 bis Februar 2007 war er Vorstandsvorsitzender des DLR sowie Leiter der deutschen Delegation im Rat der ESA und von 2005 bis 2007 Vorsitzender des Rates der ESA. Nach Abgabe des Vorstandsvorsitzes am 1. März 2007 ist er als Professor emeritus wieder am Institut für Thermische Strömungsmaschinen am Karlsruher Institut für Technologie wirksam.
Wittig ist verheiratet und hat zwei Kinder.

## Mitgliedschaften, Preise und Auszeichnungen
Sigmar Wittig ist Mitglied in verschiedenen nationalen und internationalen Aufsichtsratsgremien, Beiräten und Kuratorien.
Wittig ist Träger des Karl Heinz Beckurts-Preises der Helmholtz-Gemeinschaft, der Heisenberg-Medaille der Alexander-von-Humboldt-Stiftung, des R. Tom Sawyer Awards der American Society of Mechanical Engineers und des Bundesverdienstkreuzes 1. Klasse der Bundesrepublik Deutschland. Seit 2006 ist Sigmar Wittig Träger des L’Ordre national de la Légion d’Honneur (Ehrenlegion). 2013 erhielt er den Aircraft Engine Technology Award. Am 6. Januar 2007 wurde ein Asteroid nach ihm benannt: (11404) Wittig.